# 重大組織犯罪局
重大組織犯罪局（英語: Serious Organised Crime Agency, SOCA）とは、かつて存在したイギリスの警察組織の一つ。内務省所管の政府外公共機関であり、主として組織犯罪を取り締まる捜査機関であった。その後、2013年10月、内務省の管理の下、非内閣構成省庁たる国家犯罪対策庁（英: National Crime Agency, NCA）に増強改編された。

## 来歴
従来、イギリスには国が直轄する犯罪捜査機関はなかったが、重大犯罪の捜査については、各地方警察の本部長がロンドン警視庁に応援を求めることができた。その後、犯罪の広域化・スピード化に対抗する必要から、1992年には組織犯罪対策部局として中央犯罪情報局 (National Criminal Intelligence Service) が、また1998年には既存の管区犯罪捜査隊（Regional Crime Squads）を統合改編するかたちで中央犯罪捜査隊 (National Crime Squad) が設置された。
しかしこのほかにも、違法薬物の取引に対しては関税・物品税務局、組織化された移民犯罪に対しては移民局にも関連部局が存在しており、職掌が錯綜して不明確であった。共同捜査の試みも活発に行われていたものの、特に関税・物品税務局による麻薬取引や資金洗浄の起訴が失敗する事例が多発した。このことから、責任を一元化するためこれらの組織を統合・強化して2006年4月に設立されたのがSOCAであった。

## 編制
SOCAは2005年に制定された「重大組織犯罪及び警察法」を根拠とする。イギリス政府の直属機関ではない独立組織である政府外公共機関であるが、予算は内務省の枠から支出されており、また活動も内務大臣の監督を受ける。要員は4000人を超えるといわれた。
不法移民、違法薬物の取引、資金洗浄、密輸といった犯罪を取り締まるほか、過激な動物愛護団体や著作権侵害などの取り締まりも行っている。「イギリスのFBI」と呼ばれる事もあるが、FBIとは異なり、テロリズムや殺人事件の捜査は行わない。
初代局長には元MI5長官のスティーヴン・ランダー卿（Stephen Lander）が就任した。2009年からはイアン・アンドリューズ卿（Ian Andrews）が就任した。
SOCAはイギリスのインテリジェンス・コミュニティーに属しており、合同情報委員会（JIC）に情報を提供する事になっていた。SOCAは犯罪組織の情報収集に加え、「フィナンシャル・インテリジェンス」（テロ組織や犯罪組織の資金の流れを追跡する情報活動。FININTと略すこともある）を担っていた。

## 国家犯罪対策庁への改編
このようにしてSOCAが設置されたものの、その活動については不十分さが指摘されており、2010年に第1次キャメロン内閣が成立すると改編が検討されるようになった。この結果、2013年にSOCAは発展的に解体されて、国家犯罪対策庁 (NCA) が新設された。NCAはSOCAの全機能を引き継ぎつつ、児童保護や警察関係の政府機関一部を取りこんで設置された。